# Scott Sims
Scott Alan Sims (nacido el 18 de abril de 1955 en Kirksville, Misuri) es un exjugador de baloncesto estadounidense que jugó una temporada en la NBA. Con 1,85 metros de estatura, jugaba en la posición de base.

## Trayectoria deportiva

### Universidad
Jugó tres temporadas en los Tigers de la Universidad de Misuri, promediando en su última temporada 15,9 puntos, 4,9 asistencias y 4,5 rebotes por partido, lo que le valió para ser incluido en el segundo mejor quinteto de la Big Eight Conference. Figura en quinto lugar entre los mejores de la historia de su universidad en asistencias en una temporada, con 142, conseguidas en 1977.

### Profesional
Fue elegido en el puesto 103 del Draft de la NBA de 1977 por San Antonio Spurs, con los que disputó 12 partidos, en los que promedió 2,5 puntos y 1,7 asistencias, siendo despedido a finales del mes de noviembre.

## Estadísticas de su carrera en la NBA

### Temporada regular
| Temporada | Edad | Equipo            | Liga | Pos. | P  | TIT | MIN | TC  | TCA | %TC  | 3P | 3PA | %3P | 2P  | 2PA | %2P  | TL  | TLA | %TL  | R.OF. | R.DEF. | REB | ASIS | ROB | TAP | PER | FP  | PTS |
| 1977-78   | 22   | San Antonio Spurs | NBA  | PG   | 12 |     | 7.9 | 0.8 | 2.2 | .385 |    |     |     | 0.8 | 2.2 | .385 | 0.8 | 1.3 | .667 | 0.4   | 0.7    | 1.1 | 1.7  | 0.3 | 0.0 | 1.6 | 1.3 | 2.5 |
| Total     |      |                   | NBA  |      | 12 |     | 7.9 | 0.8 | 2.2 | .385 |    |     |     | 0.8 | 2.2 | .385 | 0.8 | 1.3 | .667 | 0.4   | 0.7    | 1.1 | 1.7  | 0.3 | 0.0 | 1.6 | 1.3 | 2.5 |